# Eugene Laverty
Eugene Laverty (Toomebridge, Condado de Antrim, Irlanda del Norte, 3 de junio de 1986) es un piloto de motociclismo británico. Es hermano de Michael y John Laverty. En 2017 compite en el Campeonato Mundial de Superbikes a bordo de una Aprilia RSV4 del equipo Milwaukee Aprilia.
En 2008 compitió en el Campeonato del Mundo de 250cc y en el Campeonato Mundial de Supersport, luego pasó a ser subcampeón en el Campeonato Mundial de Supersport en 2009 y 2010.
En 2011 se trasladó al Campeonato Mundial de Superbike con el equipo de Yamaha World Superbike junto al expiloto de MotoGP Marco Melandri. El 8 de mayo ganó su primera carrera en el Campeonato Mundial de Superbikes en Monza y continuó para completar el doble en la segunda carrera. Para el 2012 se trasladó al Aprilia Racing Team y ha estado pilotando el Aprilia RSV4 junto a Max Biaggi, terminando el campeonato en la sexta posición y compitiendo por el campeonato de 2013 en el mismo equipo junto a Sylvain Guintoli.

## Estadísticas

### Campeonato del Mundo de Motociclismo

#### Por temporada
| Temp. | Cat.   | Moto    | Equipo                 | Carreras | Victorias | Podios | Poles | V.Rap. | Pts | Pos  |
| ----- | ------ | ------- | ---------------------- | -------- | --------- | ------ | ----- | ------ | --- | ---- |
| 2004  | 125cc  | Honda   | Red Bull Rookies Honda | 1        | 0         | 0      | 0     | 0      | 0   | NC   |
| 2007  | 250cc  | Honda   | Honda LCR              | 17       | 0         | 0      | 0     | 0      | 6   | 25.º |
| 2008  | 250cc  | Aprilia | Blusens Aprilia        | 12       | 0         | 0      | 0     | 0      | 8   | 21.º |
| 2015  | MotoGP | Honda   | Aspar MotoGP Team      | 18       | 0         | 0      | 0     | 0      | 9   | 22.º |
| 2016  | MotoGP | Ducati  | Pull & Bear Aspar Team | 18       | 0         | 0      | 0     | 0      | 77  | 13.º |
| Total |        |         |                        | 66       | 0         | 0      | 0     | 0      | 100 |      |

#### Por categoría
| Cat.   | Temp.                      | 1.er Gran Premio           | 1.er Podio                 | 1.ª Victoria               | Carreras | Victorias | Podios | Poles | V.Rap | Pts | CM |
| ------ | -------------------------- | -------------------------- | -------------------------- | -------------------------- | -------- | --------- | ------ | ----- | ----- | --- | -- |
| 125 cc | 2004                       | Gran Bretaña 2004          |                            |                            | 1        | 0         | 0      | 0     | 0     | 0   | 0  |
| 250 cc | 2007–2008                  | Catar 2007                 |                            |                            | 29       | 0         | 0      | 0     | 0     | 14  | 0  |
| MotoGP | 2015–2016                  | Catar 2015                 |                            |                            | 36       | 0         | 0      | 0     | 0     | 86  | 0  |
| Total  | 2004, 2007–2008, 2015–2016 | 2004, 2007–2008, 2015–2016 | 2004, 2007–2008, 2015–2016 | 2004, 2007–2008, 2015–2016 | 66       | 0         | 0      | 0     | 0     | 100 |    |

#### Carreras por año
(Carreras en negrita indica pole position, carreras en cursiva indica vuelta rápida)
| Año  | Clase  | Moto    | 1       | 2       | 3      | 4      | 5       | 6      | 7      | 8       | 9      | 10      | 11      | 12      | 13     | 14     | 15      | 16     | 17     | 18      | Pos  | Pts |
| ---- | ------ | ------- | ------- | ------- | ------ | ------ | ------- | ------ | ------ | ------- | ------ | ------- | ------- | ------- | ------ | ------ | ------- | ------ | ------ | ------- | ---- | --- |
| 2004 | 125cc  | Honda   | RSA     | SPA     | FRA    | ITA    | CAT     | NED    | BRA    | GER     | GBR 25 | CZE     | POR     | JPN     | QAT    | MAL    | AUS     | VAL    |        |         | NC   | 0   |
| 2007 | 250cc  | Honda   | QAT 18  | SPA 14  | TUR 17 | CHN 17 | FRA 15  | ITA 20 | CAT 19 | GBR Ret | NED 21 | GER Ret | CZE Ret | RSM 15  | POR 14 | JPN 19 | AUS 16  | MAL 17 | VAL 21 |         | 25.º | 6   |
| 2008 | 250cc  | Aprilia | QAT Ret | SPA Ret | POR 15 | CHN 13 | FRA Ret | ITA 13 | CAT 16 | GBR Ret | NED 16 | GER 15  | CZE 16  | RSM Ret | IND C  | JPN    | AUS     | MAL    | VAL    |         | 21.º | 8   |
| 2015 | MotoGP | Honda   | QAT 18  | AME 16  | ARG 17 | SPA 18 | FRA 14  | ITA 15 | CAT 12 | NED Ret | GER 17 | IND 19  | CZE Ret | GBR 17  | RSM 19 | ARA 14 | JPN 17  | AUS 19 | MAL 19 | VAL Ret | 22.º | 9   |
| 2016 | MotoGP | Ducati  | QAT 12  | ARG 4   | AME 12 | SPA 9  | FRA 11  | ITA 13 | CAT 13 | NED 7   | GER 11 | AUT 18  | CZE 6   | GBR 12  | RSM 14 | ARA 14 | JPN Ret | AUS 14 | MAL 12 | VAL 16  | 13.º | 77  |

### Campeonato Mundial de Supersport

#### Por temporada
| Temp. | Moto   | Equipo                  | Carreras | Victorias | Podios | Poles | V.Rap. | Pts | Pos  |
| ----- | ------ | ----------------------- | -------- | --------- | ------ | ----- | ------ | --- | ---- |
| 2008  | Yamaha | Yamaha World Supersport | 2        | 0         | 1      | 0     | 0      | 20  | 21.º |
| 2009  | Honda  | Parkalgar Honda         | 14       | 4         | 8      | 1     | 1      | 236 | 2.º  |
| 2010  | Honda  | Parkalgar Honda         | 13       | 8         | 10     | 5     | 5      | 252 | 2.º  |
| Total |        |                         | 29       | 12        | 19     | 6     | 6      | 508 |      |

#### Carreras por año
(Carreras en negrita indica pole position, carreras en cursiva indica vuelta rápida)
| Año  | Moto   | 1     | 2      | 3     | 4     | 5     | 6     | 7     | 8     | 9       | 10     | 11    | 12    | 13     | 14    | Pos  | Pts |
| ---- | ------ | ----- | ------ | ----- | ----- | ----- | ----- | ----- | ----- | ------- | ------ | ----- | ----- | ------ | ----- | ---- | --- |
| 2008 | Yamaha | QAT   | AUS    | SPA   | NED   | ITA   | GER   | SMR   | CZE   | GBR     | EUR 12 | ITA 3 | FRA   | POR    |       | 21.º | 20  |
| 2009 | Honda  | AUS 5 | QAT 1  | SPA 9 | NED 1 | ITA 4 | RSA 1 | USA 2 | SMR 2 | GBR 5   | CZE 5  | GER 2 | ITA 2 | FRA 13 | POR 1 | 2.º  | 236 |
| 2010 | Honda  | AUS 1 | POR 11 | SPA 5 | NED 1 | ITA 1 | RSA 1 | USA 2 | SMR 1 | CZE Ret | GBR 1  | GER 1 | ITA 3 | FRA 1  |       | 2.º  | 252 |

### Campeonato Mundial de Superbikes

#### Por temporada
| Temp. | Moto    | Equipo                      | Carreras | Victorias | Podios | Poles | V.Rap. | Pts    | Pos  |
| ----- | ------- | --------------------------- | -------- | --------- | ------ | ----- | ------ | ------ | ---- |
| 2011  | Yamaha  | Yamaha World Superbike Team | 26       | 2         | 6      | 0     | 0      | 303    | 4.º  |
| 2012  | Aprilia | Aprilia Racing Team         | 27       | 1         | 6      | 0     | 1      | 263.5  | 6.º  |
| 2013  | Aprilia | Aprilia Racing Team         | 27       | 9         | 18     | 2     | 4      | 424    | 2.º  |
| 2014  | Suzuki  | Voltcom Crescent Suzuki     | 24       | 1         | 2      | 0     | 0      | 161    | 10.º |
| 2017  | Aprilia | Milwaukee Aprilia           | 26       | 0         | 0      | 0     | 0      | 157    | 10.º |
| 2018  | Aprilia | Milwaukee Aprilia           | 21       | 0         | 2      | 1     | 0      | 158    | 8.º  |
| 2019  | Ducati  | Team GoEleven               | 24       | 0         | 0      | 0     | 0      | 81     | 15.º |
| 2020  | BMW     | BMW Motorrad WorldSBK Team  | 22       | 0         | 0      | 1     | 0      | 55     | 15.º |
| 2021  | BMW     | RC Squadra Corse            | 19       | 0         | 0      | 0     | 0      | 40     | 19.º |
| 2021  | BMW     | BMW Motorrad WorldSBK Team  | 19       | 0         | 0      | 0     | 0      | 40     | 19.º |
| 2022  | BMW     | Bonovo Action BMW           | 0        | 0         | 0      | 0     | 0      | -      | -.º  |
| Total |         |                             | 216      | 13        | 35     | 4     | 5      | 1642.5 |      |

- * Temporada en curso.

#### Carreras por año
(Carreras en negrita indica pole position, carreras en cursiva indica vuelta rápida)
| Año  | Moto    | 1       | 1       | 2       | 2       | 3       | 3       | 4     | 4     | 5       | 5       | 6       | 6       | 7     | 7       | 8       | 8     | 9       | 9       | 10      | 10    | 11     | 11      | 12    | 12      | 13     | 13    | 14    | 14    | Pos. | Pts   |
| Año  | Moto    | R1      | R2      | R1      | R2      | R1      | R2      | R1    | R2    | R1      | R2      | R1      | R2      | R1    | R2      | R1      | R2    | R1      | R2      | R1      | R2    | R1     | R2      | R1    | R2      | R1     | R2    | R1    | R2    | Pos. | Pts   |
| ---- | ------- | ------- | ------- | ------- | ------- | ------- | ------- | ----- | ----- | ------- | ------- | ------- | ------- | ----- | ------- | ------- | ----- | ------- | ------- | ------- | ----- | ------ | ------- | ----- | ------- | ------ | ----- | ----- | ----- | ---- | ----- |
| 2011 | Yamaha  | AUS 4   | AUS 15  | EUR Ret | EUR 14  | NED 7   | NED 6   | ITA 1 | ITA 1 | USA 5   | USA 4   | SMR 5   | SMR 13  | SPA 4 | SPA 6   | CZE 5   | CZE 5 | GBR 2   | GBR 2   | GER 4   | GER 5 | ITA 5  | ITA 4   | FRA 5 | FRA 3   | POR 19 | POR 2 |       |       | 4.º  | 303   |
| 2012 | Aprilia | AUS Ret | AUS 8   | ITA 5   | ITA 6   | NED 5   | NED 3   | ITA C | ITA 3 | EUR 15  | EUR Ret | USA 5   | USA 6   | SMR 7 | SMR Ret | SPA 5   | SPA 2 | CZE 5   | CZE 5   | GBR 10  | GBR 4 | RUS 4  | RUS Ret | GER 2 | GER 2   | POR 13 | POR 1 | FRA 7 | FRA 4 | 6.º  | 263.5 |
| 2013 | Aprilia | AUS 2   | AUS 1   | SPA NC  | SPA Ret | NED 4   | NED 1   | ITA 3 | ITA 1 | GBR 7   | GBR 3   | POR Ret | POR 1   | ITA 3 | ITA Ret | RUS Ret | RUS C | GBR 2   | GBR 3   | GER 15  | GER 2 | TUR 1  | TUR 1   | USA 3 | USA 1   | FRA 3  | FRA 2 | SPA 1 | SPA 1 | 2.º  | 424   |
| 2014 | Suzuki  | AUS 1   | AUS Ret | SPA 5   | SPA 6   | NED Ret | NED Ret | ITA 7 | ITA 9 | GBR Ret | GBR 13  | MAL 3   | MAL 7   | ITA 9 | ITA 7   | POR 8   | POR 9 | USA Ret | USA 4   | SPA 6   | SPA 6 | FRA 19 | FRA Ret | QAT 9 | QAT Ret |        |       |       |       | 10.º | 161   |
| 2017 | Aprilia | AUS 8   | AUS 10  | THA Ret | THA 15  | SPA 8   | SPA 9   | NED 8 | NED 8 | ITA NC  | ITA 7   | GBR 13  | GBR Ret | ITA 6 | ITA 5   | USA Ret | USA 6 | GER 10  | GER Ret | POR 7   | POR 4 | FRA 6  | FRA 17  | SPA 8 | SPA Ret | QAT 4  | QAT 7 |       |       | 10.º | 157   |
| 2018 | Aprilia | AUS 8   | AUS 15  | THA 9   | THA Ret | SPA     | SPA     | NED   | NED   | ITA 12  | ITA 9   | GBR 6   | GBR Ret | CZE 6 | CZE 4   | USA 4   | USA 3 | ITA 3   | ITA 8   | POR Ret | POR 7 | FRA 9  | FRA 11  | ARG 5 | ARG Ret | QAT 4  | QAT C |       |       | 8.º  | 158   |

| Año  | Moto   | 1       | 1       | 1       | 2       | 2       | 2       | 3       | 3      | 3      | 4      | 4      | 4      | 5      | 5      | 5      | 6      | 6      | 6     | 7       | 7      | 7      | 8       | 8       | 8       | 9      | 9      | 9      | 10      | 10     | 10     | 11    | 11     | 11     | 12      | 12     | 12     | 13    | 13    | 13    | Pos. | Pts |
| Año  | Moto   | R1      | CS      | R2      | R1      | CS      | R2      | R1      | CS     | R2     | R1     | CS     | R2     | R1     | CS     | R2     | R1     | CS     | R2    | R1      | CS     | R2     | R1      | CS      | R2      | R1     | CS     | R2     | R1      | CS     | R2     | R1    | CS     | R2     | R1      | CS     | R2     | R1    | CS    | R2    | Pos. | Pts |
| ---- | ------ | ------- | ------- | ------- | ------- | ------- | ------- | ------- | ------ | ------ | ------ | ------ | ------ | ------ | ------ | ------ | ------ | ------ | ----- | ------- | ------ | ------ | ------- | ------- | ------- | ------ | ------ | ------ | ------- | ------ | ------ | ----- | ------ | ------ | ------- | ------ | ------ | ----- | ----- | ----- | ---- | --- |
| 2019 | Ducati | AUS 12  | AUS 9   | AUS 9   | THA Ret | THA DNS | THA Ret | SPA 15  | SPA 6  | SPA 6  | NED 14 | NED C  | NED 13 | ITA WD | ITA WD | ITA WD | SPA    | SPA    | SPA   | ITA     | ITA    | ITA    | GBR DNS | GBR DNS | GBR DNS | USA 11 | USA 14 | USA 12 | POR Ret | POR 15 | POR 14 | FRA 9 | FRA 13 | FRA 12 | ARG DNS | ARG 13 | ARG 7  | QAT 9 | QAT 9 | QAT 6 | 15.º | 81  |
| 2020 | BMW    | AUS 11  | AUS DNS | AUS DNS | SPA 15  | SPA 13  | SPA Ret | POR 10  | POR 20 | POR 12 | SPA 16 | SPA 16 | SPA 14 | SPA 8  | SPA 14 | SPA 11 | SPA 11 | SPA 11 | SPA 7 | FRA Ret | FRA 15 | FRA 14 | POR 12  | POR 16  | POR 12  |        |        |        |         |        |        |       |        |        |         |        |        |       |       |       | 15.º | 55  |
| 2021 | BMW    | SPA Ret | SPA 16  | SPA 17  | POR 18  | POR 8   | POR 9   | ITA DNS | ITA 13 | ITA 15 | GBR 13 | GBR 12 | GBR 15 | NED    | NED    | NED    | CZE    | CZE    | CZE   | SPA     | SPA    | SPA    | FRA     | FRA     | FRA     | SPA    | SPA    | SPA    | SPA 12  | SPA C  | SPA 11 | POR 9 | POR 9  | POR 10 | ARG 13  | ARG 15 | ARG 16 | INA   | INA   | INA   | 19.º | 40  |
| 2022 | BMW    | SPA     | SPA     | SPA     | NED     | NED     | NED     | POR     | POR    | POR    | ITA    | ITA    | ITA    | GBR    | GBR    | GBR    | CZE    | CZE    | CZE   | FRA     | FRA    | FRA    | SPA     | SPA     | SPA     | POR    | POR    | POR    | ARG     | ARG    | ARG    | INA   | INA    | INA    | AUS     | AUS    | AUS    |       |       |       | -º   | -   |

- * Temporada en curso.